# Biathlon-Europacup 1999/2000
Der Biathlon-Europacup 1999/2000 wurde als Unterbau zum Biathlon-Weltcup 1999/2000 veranstaltet. Startberechtigt waren Starter und Starterinnen aller Kontinente.

## Ergebnisse Frauenwettbewerbe
| 1. Europacup in Obertilliach, 11. Dezember 1999 – 12. Dezember 1999 | 1. Europacup in Obertilliach, 11. Dezember 1999 – 12. Dezember 1999 | 1. Europacup in Obertilliach, 11. Dezember 1999 – 12. Dezember 1999 | 1. Europacup in Obertilliach, 11. Dezember 1999 – 12. Dezember 1999 | 1. Europacup in Obertilliach, 11. Dezember 1999 – 12. Dezember 1999 |
| ------------------------------------------------------------------- | ------------------------------------------------------------------- | ------------------------------------------------------------------- | ------------------------------------------------------------------- | ------------------------------------------------------------------- |
| Datum                                                               | Disziplin                                                           | Erster Platz                                                        | Zweiter Platz                                                       | Dritter Platz                                                       |
| 11. Dezember 1999 (Sa.)                                             | Sprint (7,5 km)                                                     | Martina Glagow                                                      | Kathi Schwaab                                                       | Nicole Nordhaus                                                     |
| 12. Dezember 1999 (So.)                                             | Verfolgung (10 km)                                                  |                                                                     |                                                                     |                                                                     |

| 2. Europacup in Windischgarsten, 16. Dezember 1999 – 18. Dezember 1999 | 2. Europacup in Windischgarsten, 16. Dezember 1999 – 18. Dezember 1999 | 2. Europacup in Windischgarsten, 16. Dezember 1999 – 18. Dezember 1999 | 2. Europacup in Windischgarsten, 16. Dezember 1999 – 18. Dezember 1999 | 2. Europacup in Windischgarsten, 16. Dezember 1999 – 18. Dezember 1999 |
| ---------------------------------------------------------------------- | ---------------------------------------------------------------------- | ---------------------------------------------------------------------- | ---------------------------------------------------------------------- | ---------------------------------------------------------------------- |
| Datum                                                                  | Disziplin                                                              | Erster Platz                                                           | Zweiter Platz                                                          | Dritter Platz                                                          |
| 16. Dezember 1999 (Do.)                                                | Einzel (15 km)                                                         | Martina Glagow                                                         | Kathi Schwaab                                                          | Ina Menzel                                                             |
| 17. Dezember 1999 (Fr.)                                                | Sprint (7,5 km)                                                        |                                                                        |                                                                        |                                                                        |
| 18. Dezember 1999 (Sa.)                                                | Staffel (4 × 6 km)                                                     |                                                                        |                                                                        |                                                                        |

| 3. Europacup in Forni Avoltri, 8. Januar 2000 – 9. Januar 2000 | 3. Europacup in Forni Avoltri, 8. Januar 2000 – 9. Januar 2000 | 3. Europacup in Forni Avoltri, 8. Januar 2000 – 9. Januar 2000 | 3. Europacup in Forni Avoltri, 8. Januar 2000 – 9. Januar 2000 | 3. Europacup in Forni Avoltri, 8. Januar 2000 – 9. Januar 2000 |
| -------------------------------------------------------------- | -------------------------------------------------------------- | -------------------------------------------------------------- | -------------------------------------------------------------- | -------------------------------------------------------------- |
| Datum                                                          | Disziplin                                                      | Erster Platz                                                   | Zweiter Platz                                                  | Dritter Platz                                                  |
| 8. Januar 2000 (Sa.)                                           | Einzel (15 km)                                                 | Peggy Wagenführ                                                | Siegrid Pallhuber                                              | Tanja Bauer                                                    |
| 9. Januar 2000 (So.)                                           | Sprint (7,5 km)                                                | Janet Klein                                                    | Peggy Wagenführ                                                | Martina Hubbauer                                               |

| 4. Europacup in Ridnaun, 13. Januar 2000 – 15. Januar 2000 | 4. Europacup in Ridnaun, 13. Januar 2000 – 15. Januar 2000 | 4. Europacup in Ridnaun, 13. Januar 2000 – 15. Januar 2000               | 4. Europacup in Ridnaun, 13. Januar 2000 – 15. Januar 2000             | 4. Europacup in Ridnaun, 13. Januar 2000 – 15. Januar 2000  |
| ---------------------------------------------------------- | ---------------------------------------------------------- | ------------------------------------------------------------------------ | ---------------------------------------------------------------------- | ----------------------------------------------------------- |
| Datum                                                      | Disziplin                                                  | Erster Platz                                                             | Zweiter Platz                                                          | Dritter Platz                                               |
| 13. Januar 2000 (Do.)                                      | Sprint (7,5 km)                                            | Kati Wilhelm                                                             | Martina Hubbauer                                                       | Sandrine Bailly                                             |
| 14. Januar 2000 (Fr.)                                      | Verfolgung (10 km)                                         | Peggy Wagenführ                                                          | Kati Wilhelm                                                           | Janet Klein                                                 |
| 15. Januar 2000 (Sa.)                                      | Staffel (4 × 6 km)                                         | Deutschland 2Martina Hubbauer Yvonne Zeibig Sabine Flatscher Tanja Bauer | Deutschland 1Peggy Wagenführ Janet Klein Simone Denkinger Kati Wilhelm | KanadaNikki Keddie Sylvie Boudreault Barb Sharp Lindsay May |

| 5. Europacup in Clausthal-Zellerfeld, 5. Februar 2000 – 6. Februar 2000 | 5. Europacup in Clausthal-Zellerfeld, 5. Februar 2000 – 6. Februar 2000 | 5. Europacup in Clausthal-Zellerfeld, 5. Februar 2000 – 6. Februar 2000 | 5. Europacup in Clausthal-Zellerfeld, 5. Februar 2000 – 6. Februar 2000 | 5. Europacup in Clausthal-Zellerfeld, 5. Februar 2000 – 6. Februar 2000 |
| ----------------------------------------------------------------------- | ----------------------------------------------------------------------- | ----------------------------------------------------------------------- | ----------------------------------------------------------------------- | ----------------------------------------------------------------------- |
| Datum                                                                   | Disziplin                                                               | Erster Platz                                                            | Zweiter Platz                                                           | Dritter Platz                                                           |
| 5. Februar 2000 (Sa.)                                                   | Sprint (7,5 km)                                                         |                                                                         |                                                                         |                                                                         |
| 6. Februar 2000 (So.)                                                   | Verfolgung (10 km)                                                      |                                                                         |                                                                         |                                                                         |

| 6. Europacup in Todtnau, 18. Februar 2000 – 20. Februar 2000 | 6. Europacup in Todtnau, 18. Februar 2000 – 20. Februar 2000 | 6. Europacup in Todtnau, 18. Februar 2000 – 20. Februar 2000 | 6. Europacup in Todtnau, 18. Februar 2000 – 20. Februar 2000 | 6. Europacup in Todtnau, 18. Februar 2000 – 20. Februar 2000 |
| ------------------------------------------------------------ | ------------------------------------------------------------ | ------------------------------------------------------------ | ------------------------------------------------------------ | ------------------------------------------------------------ |
| Datum                                                        | Disziplin                                                    | Erster Platz                                                 | Zweiter Platz                                                | Dritter Platz                                                |
| 18. Februar 2000 (Fr.)                                       | Einzel (15 km)                                               | Sylvie Becaert                                               | Miriam Bauer                                                 | Céline Drezet                                                |
| 19. Februar 2000 (Sa.)                                       | Sprint (7,5 km)                                              | Sandrine Bailly                                              | Sylvie Becaert                                               | Kati Wilhelm                                                 |
| 20. Februar 2000 (So.)                                       | Verfolgung (10 km)                                           |                                                              |                                                              |                                                              |

| 7. Europacup in Alt St. Johann, 4. März 2000 – 5. März 2000 | 7. Europacup in Alt St. Johann, 4. März 2000 – 5. März 2000 | 7. Europacup in Alt St. Johann, 4. März 2000 – 5. März 2000 | 7. Europacup in Alt St. Johann, 4. März 2000 – 5. März 2000 | 7. Europacup in Alt St. Johann, 4. März 2000 – 5. März 2000 |
| ----------------------------------------------------------- | ----------------------------------------------------------- | ----------------------------------------------------------- | ----------------------------------------------------------- | ----------------------------------------------------------- |
| Datum                                                       | Disziplin                                                   | Erster Platz                                                | Zweiter Platz                                               | Dritter Platz                                               |
| 4. März 2000 (Sa.)                                          | Sprint (7,5 km)                                             | Brigitte Weisleitner                                        | Emma Fowler                                                 | Linda Bengtsson                                             |
| 5. März 2000 (So.)                                          | Verfolgung (10 km)                                          | Brigitte Weisleitner                                        | Linda Bengtsson                                             | Anna Larsson                                                |

| 8. Europacup in Champex-Lac, 9. März 2000 – 11. März 2000 | 8. Europacup in Champex-Lac, 9. März 2000 – 11. März 2000 | 8. Europacup in Champex-Lac, 9. März 2000 – 11. März 2000            | 8. Europacup in Champex-Lac, 9. März 2000 – 11. März 2000                           | 8. Europacup in Champex-Lac, 9. März 2000 – 11. März 2000                    |
| --------------------------------------------------------- | --------------------------------------------------------- | -------------------------------------------------------------------- | ----------------------------------------------------------------------------------- | ---------------------------------------------------------------------------- |
| Datum                                                     | Disziplin                                                 | Erster Platz                                                         | Zweiter Platz                                                                       | Dritter Platz                                                                |
| 9. März 2000 (Do.)                                        | Einzel (15 km)                                            | Brigitte Weisleitner                                                 | Martina Hubbauer                                                                    | Arna Kolltveit                                                               |
| 10. März 2000 (Fr.)                                       | Sprint (7,5 km)                                           | Ina Menzel                                                           | Kati Wilhelm                                                                        | Martina Hubbauer                                                             |
| 11. März 2000 (Sa.)                                       | Staffel (4 × 6 km)                                        | DeutschlandMartina Hubbauer Ina Menzel Sabrina Buchholz Kati Wilhelm | NorwegenArna Kolltveit Liv-Kjersti Eikeland Borghild Ouren Evelyn Lauvstad Hanevold | FrankreichCéline Drezet Isabelle Poletti Perrine Olivier Anne-Laure Mignerey |

### Gesamtwertung
Nach 19 von 19 Rennen
| Platz | Sportler         | Land        | Punkte |
| ----- | ---------------- | ----------- | ------ |
| 1     | Kati Wilhelm     | Deutschland |        |
| 2     | Martina Hubbauer | Deutschland |        |
| 3     | Simone Denkinger | Deutschland |        |

## Ergebnisse Männerwettbewerbe
| 1. Europacup in Obertilliach, 11. Dezember 1999 – 12. Dezember 1999 | 1. Europacup in Obertilliach, 11. Dezember 1999 – 12. Dezember 1999 | 1. Europacup in Obertilliach, 11. Dezember 1999 – 12. Dezember 1999 | 1. Europacup in Obertilliach, 11. Dezember 1999 – 12. Dezember 1999 | 1. Europacup in Obertilliach, 11. Dezember 1999 – 12. Dezember 1999 |
| ------------------------------------------------------------------- | ------------------------------------------------------------------- | ------------------------------------------------------------------- | ------------------------------------------------------------------- | ------------------------------------------------------------------- |
| Datum                                                               | Disziplin                                                           | Erster Platz                                                        | Zweiter Platz                                                       | Dritter Platz                                                       |
| 11. Dezember 1999 (Sa.)                                             | Sprint (10 km)                                                      | Marco Morgenstern                                                   | Jože Poklukar                                                       | René Gerth                                                          |
| 12. Dezember 1999 (So.)                                             | Verfolgung (12,5 km)                                                |                                                                     |                                                                     |                                                                     |

| 2. Europacup in Windischgarsten, 16. Dezember 1999 – 18. Dezember 1999 | 2. Europacup in Windischgarsten, 16. Dezember 1999 – 18. Dezember 1999 | 2. Europacup in Windischgarsten, 16. Dezember 1999 – 18. Dezember 1999 | 2. Europacup in Windischgarsten, 16. Dezember 1999 – 18. Dezember 1999 | 2. Europacup in Windischgarsten, 16. Dezember 1999 – 18. Dezember 1999 |
| ---------------------------------------------------------------------- | ---------------------------------------------------------------------- | ---------------------------------------------------------------------- | ---------------------------------------------------------------------- | ---------------------------------------------------------------------- |
| Datum                                                                  | Disziplin                                                              | Erster Platz                                                           | Zweiter Platz                                                          | Dritter Platz                                                          |
| 16. Dezember 1999 (Do.)                                                | Einzel (20 km)                                                         | René Gerth                                                             | Ulf Karkoschka                                                         | Olivier Niogret                                                        |
| 17. Dezember 1999 (Fr.)                                                | Sprint (12,5 km)                                                       |                                                                        |                                                                        |                                                                        |
| 18. Dezember 1999 (Sa.)                                                | Staffel (4 × 7,5 km)                                                   |                                                                        |                                                                        |                                                                        |

| 3. Europacup in Forni Avoltri, 8. Januar 2000 – 9. Januar 2000 | 3. Europacup in Forni Avoltri, 8. Januar 2000 – 9. Januar 2000 | 3. Europacup in Forni Avoltri, 8. Januar 2000 – 9. Januar 2000 | 3. Europacup in Forni Avoltri, 8. Januar 2000 – 9. Januar 2000 | 3. Europacup in Forni Avoltri, 8. Januar 2000 – 9. Januar 2000 |
| -------------------------------------------------------------- | -------------------------------------------------------------- | -------------------------------------------------------------- | -------------------------------------------------------------- | -------------------------------------------------------------- |
| Datum                                                          | Disziplin                                                      | Erster Platz                                                   | Zweiter Platz                                                  | Dritter Platz                                                  |
| 8. Januar 2000 (Sa.)                                           | Einzel (20 km)                                                 | Jan Wüstenfeld                                                 | René Gerth                                                     | Aleksander Grajf                                               |
| 9. Januar 2000 (So.)                                           | Sprint (10 km)                                                 | Jan Wüstenfeld                                                 | Andreas Stitzl                                                 | Ulf Karkoschka                                                 |

| 4. Europacup in Ridnaun, 13. Januar 2000 – 15. Januar 2000 | 4. Europacup in Ridnaun, 13. Januar 2000 – 15. Januar 2000 | 4. Europacup in Ridnaun, 13. Januar 2000 – 15. Januar 2000 | 4. Europacup in Ridnaun, 13. Januar 2000 – 15. Januar 2000 | 4. Europacup in Ridnaun, 13. Januar 2000 – 15. Januar 2000 |
| ---------------------------------------------------------- | ---------------------------------------------------------- | ---------------------------------------------------------- | ---------------------------------------------------------- | ---------------------------------------------------------- |
| Datum                                                      | Disziplin                                                  | Erster Platz                                               | Zweiter Platz                                              | Dritter Platz                                              |
| 13. Januar 2000 (Do.)                                      | Sprint (10 km)                                             | Jan Wüstenfeld                                             | Michael Greis                                              | Gunar Bretschneider                                        |
| 14. Januar 2000 (Fr.)                                      | Verfolgung (12,5 km)                                       | Jan Wüstenfeld                                             | Gunar Bretschneider                                        | Andreas Stitzl                                             |
| 15. Januar 2000 (Sa.)                                      | Staffel (4 × 7,5 km)                                       |                                                            |                                                            |                                                            |

| 5. Europacup in Clausthal-Zellerfeld, 5. Februar 2000 – 6. Februar 2000 | 5. Europacup in Clausthal-Zellerfeld, 5. Februar 2000 – 6. Februar 2000 | 5. Europacup in Clausthal-Zellerfeld, 5. Februar 2000 – 6. Februar 2000 | 5. Europacup in Clausthal-Zellerfeld, 5. Februar 2000 – 6. Februar 2000 | 5. Europacup in Clausthal-Zellerfeld, 5. Februar 2000 – 6. Februar 2000 |
| ----------------------------------------------------------------------- | ----------------------------------------------------------------------- | ----------------------------------------------------------------------- | ----------------------------------------------------------------------- | ----------------------------------------------------------------------- |
| Datum                                                                   | Disziplin                                                               | Erster Platz                                                            | Zweiter Platz                                                           | Dritter Platz                                                           |
| 5. Februar 2000 (Sa.)                                                   | Sprint (10 km)                                                          |                                                                         |                                                                         |                                                                         |
| 6. Februar 2000 (So.)                                                   | Verfolgung (12,5 km)                                                    |                                                                         |                                                                         |                                                                         |

| 6. Europacup in Todtnau, 18. Februar 2000 – 20. Februar 2000 | 6. Europacup in Todtnau, 18. Februar 2000 – 20. Februar 2000 | 6. Europacup in Todtnau, 18. Februar 2000 – 20. Februar 2000 | 6. Europacup in Todtnau, 18. Februar 2000 – 20. Februar 2000 | 6. Europacup in Todtnau, 18. Februar 2000 – 20. Februar 2000 |
| ------------------------------------------------------------ | ------------------------------------------------------------ | ------------------------------------------------------------ | ------------------------------------------------------------ | ------------------------------------------------------------ |
| Datum                                                        | Disziplin                                                    | Erster Platz                                                 | Zweiter Platz                                                | Dritter Platz                                                |
| 18. Februar 2000 (Fr.)                                       | Einzel (20 km)                                               | Ulf Karkoschka                                               | Michael Greis                                                | Gunar Bretschneider                                          |
| 19. Februar 2000 (Sa.)                                       | Sprint (10 km)                                               | Andreas Stitzl                                               | Ulf Karkoschka                                               | Carsten Pump                                                 |
| 20. Februar 2000 (So.)                                       | Verfolgung (12,5 km)                                         |                                                              |                                                              |                                                              |

| 7. Europacup in Alt St. Johann, 4. März 2000 – 5. März 2000 | 7. Europacup in Alt St. Johann, 4. März 2000 – 5. März 2000 | 7. Europacup in Alt St. Johann, 4. März 2000 – 5. März 2000 | 7. Europacup in Alt St. Johann, 4. März 2000 – 5. März 2000 | 7. Europacup in Alt St. Johann, 4. März 2000 – 5. März 2000 |
| ----------------------------------------------------------- | ----------------------------------------------------------- | ----------------------------------------------------------- | ----------------------------------------------------------- | ----------------------------------------------------------- |
| Datum                                                       | Disziplin                                                   | Erster Platz                                                | Zweiter Platz                                               | Dritter Platz                                               |
| 4. März 2000 (Sa.)                                          | Sprint (10 km)                                              | Hans Achorner                                               | Jon Per Nygård                                              | Aljaksandr Syman                                            |
| 5. März 2000 (So.)                                          | Verfolgung (12,5 km)                                        | Hans Achorner                                               | Jon Per Nygård                                              | Aljaksandr Syman                                            |

| 8. Europacup in Champex-Lac, 9. März 2000 – 11. März 2000 | 8. Europacup in Champex-Lac, 9. März 2000 – 11. März 2000 | 8. Europacup in Champex-Lac, 9. März 2000 – 11. März 2000                 | 8. Europacup in Champex-Lac, 9. März 2000 – 11. März 2000       | 8. Europacup in Champex-Lac, 9. März 2000 – 11. März 2000               |
| --------------------------------------------------------- | --------------------------------------------------------- | ------------------------------------------------------------------------- | --------------------------------------------------------------- | ----------------------------------------------------------------------- |
| Datum                                                     | Disziplin                                                 | Erster Platz                                                              | Zweiter Platz                                                   | Dritter Platz                                                           |
| 9. März 2000 (Do.)                                        | Einzel (15 km)                                            | Gunar Bretschneider                                                       | Andreas Stitzl                                                  | Carsten Pump                                                            |
| 10. März 2000 (Fr.)                                       | Sprint (7,5 km)                                           | Ulf Karkoschka                                                            | Hans Achorner                                                   | Aljaksandr Syman                                                        |
| 11. März 2000 (Sa.)                                       | Staffel (4 × 7,5 km)                                      | DeutschlandGunar Bretschneider Andreas Stitzl Carsten Pump Ulf Karkoschka | ItalienTheo Senoner Giacomo Tiraboschi Paolo Longo Ivan Romanin | FrankreichOlivier Niogret Gaël Poirée Raphael Cart-Lamy Ferréol Cannard |

### Gesamtwertung
Nach 19 von 19 Rennen
| Platz | Sportler            | Land        | Punkte |
| ----- | ------------------- | ----------- | ------ |
| 1     | Andreas Stitzl      | Deutschland |        |
| 2     | Ulf Karkoschka      | Deutschland |        |
| 3     | Gunar Bretschneider | Deutschland |        |